# Дисаппойнтмент
Дисаппойнтмент — бессточное солёное озеро в Западной Австралии (Австралия).
Своё современное название озеро получило в 1897 году и названо так путешественником Фрэнком Хэнном (англ. Frank Hann), внёсшим значительный вклад в изучение региона Пилбара. Заметив в районе исследования большое количество ручьёв, он надеялся найти большое пресноводное озеро. Но к его разочарованию озеро оказалось солёным («disappointment», в переводе с англ. — «разочарование»).
В засушливые месяцы озеро пересыхает.
На озере обитает большое количество водоплавающих птиц.